# Hypotrachyna carchiensis
Hypotrachyna carchiensis är en lavart som beskrevs av Yánez-Ayabaca & Eliasaro. Hypotrachyna carchiensis ingår i släktet Hypotrachyna och familjen Parmeliaceae.   Inga underarter finns listade i Catalogue of Life.